# 박재찬
박재찬(2001년 12월 6일 ~ )은 대한민국의 싱어송라이터이자 배우이다. 재찬이라는 이름으로도 활동한다. 현재는 K-pop의 보이 그룹 DKZ의 구성원이며, 과거 2023년 해체 전까지 서브유닛 Dongkiz I:Kan의 일원이었다. 배우로서 그는 웹 노벨을 각색한 드라마 시리즈 시맨틱 에러: 더 무비에서 추상우 역을 맡았다.

## 학력
- 목운중학교 (졸업)
- 중화고등학교 (중퇴)
- 고등학교 졸업학력 검정고시 (합격)
- 글로벌사이버대학교 방송연예학과 (재학)

## 디스코그래피
EP
- JCFACTORY (2023년)

디지털 싱글
- 시간 (2023년)

OST
- 나의 계절에게 (2022년)

## 수상 목록

### 가요 프로그램 1위
| 연도            | 수상 내역 (총 1회)                                       |
| --------------- | -------------------------------------------------------- |
| 2023년 (총 1회) | - Hello (총 1회) - 9월 19일 SBS M 《더 쇼》 더 쇼 초이스 |

### 시상식
- 2022년 제1회 청룡 시리즈 어워즈 티르티르 인기스타상
- 2022년 제8회 에이판 스타 어워즈 아이돌챔프 베스트 커플상
- 2022년 제8회 에이판 스타 어워즈 아이돌챔프 인기상
- 2022년 제58회 대종상 영화제 남자부문 뉴웨이브상
- 2023년 제2회 청룡 시리즈 어워즈 티르티르 인기스타상
- 2023년 제2회 청룡 시리즈 어워즈 OST 인기상
- 2023년 아시아 아티스트 어워즈 뉴웨이브상
- 2024년 제15회 코리아 드라마 어워즈 핫아이콘상

## 참여 작품
웹 시리즈
- 2022년: 시맨틱 에러: 더 무비 (WATCHA) (주연)

예능 프로그램
- 2020년: 미스터리 음악쇼 복면가왕

텔레비전 드라마
- 2024년: 우리, 집 - 최도현 역 (조연)
- 2024년: 놀아주는 여자 - 이동희 역 (조연)
- 2024년: 체크인 한양 - 고수라 역 (주연)

라디오
- 2022년-2023년 재찬의 꿈이야 (DJ)
- 2022년 STATION Z (KBS 제2FM, DJ)